# Freda Warrington
Freda Warrington es una escritora inglesa conocida por sus novelas de fantasía épica, vampiros y naturaleza sobrenatural.
Sus primeras novelas, la saga de El imperio de Gorethia, fueron escritas y publicadas cuando ella estaba acabando su adolescencia y a lo largo de los años siguientes publicó numerosas novelas y una trilogía. Cuatro de sus novelas (Dark Cathedral, Pagan Moon, Dracula, The Undead, y The Amber Citadel) han sido nominadas para los premios Mejor Novela de la British Fantasy Society. Warrington también ha publicado numerosos relatos en antologías y revistas.
Nació en Leicester, aunque Warrington creció en Leicestershire. Después de completar el bachillerato, estudió en el Loughborough College of Art and Design y después cogió un trabajo en el Medical Illustration Department of Leicester Royal Infirmary. Al final pasó a dedicarse exclusivamente a escribir, una pasión que había tenido desde la infancia. Además de escribir, Warrington trabaja a tiempo parcial en el Charnwood Forest.

## Novelas
- El imperio de Gorethia (saga)
  - El mirlo de la esperanza (1986)
  - El mirlo en las tinieblas (1986)
  - El mirlo y la magia (1987)
  - El mirlo en el crepúsculo (1988)
  - Darker than the Storm (1990)
- The Rainbow Gate (1989)
- Blood Wine (saga)
  - Taste of Blood Wine (1992)
  - A Dance in Blood Velvet (1994)
  - The Dark Blood of Poppies (1995)
- Sorrow's Light (1993)
- Dark Cathedral (saga)
  - Dark Cathedral (1996)
  - Pagan Moon (1997)
- Dracula the Undead (1997)
- The Jewelfire Trilogy
  - The Amber Citadel (1999)
  - The Sapphire Throne (2000)
  - The Obsidian Tower (2001)
- The Court of the Midnight King (2003)
- Guiltless Blood (2003)
- Aetherial Tales (saga)
  - Elfland (2009)
  - Midsummer Night (2010)
  - Grail of the Summer Stars (2013)